# Zincourt
Zincourt est une commune française située dans le département des Vosges, en région Grand Est.
Ses habitants sont appelés les Zincurtiens.

## Géographie

### Localisation
Zincourt est un petit village situé à 3 km à l'est de Châtel-sur-Moselle, sur l'adret de la vallée du Durbion. 

### Géologie et relief
Le point culminant est situé sur la route de Moriville, au nord de la commune.
| Châtel-sur-Moselle |           | Hadigny-les-Verrières |
|                    | Zincourt  | Domèvre-sur-Durbion   |
| Vaxoncourt         | Pallegney |                       |

### Hydrographie et les eaux souterraines
Hydrogéologie et climatologie : Système d’information pour la gestion des eaux souterraines du bassin Rhin-Meuse :
Territoire communal : Occupation du sol (Corinne Land Cover); Cours d'eau (BD Carthage),
Géologie : Carte géologique; Coupes géologiques et techniques,
 Hydrogéologie : Masses d'eau souterraine; BD Lisa; Cartes piézométriques.
La commune est située dans le bassin versant du Rhin au sein du bassin Rhin-Meuse. Elle n'est drainée par aucun cours d'eau,.

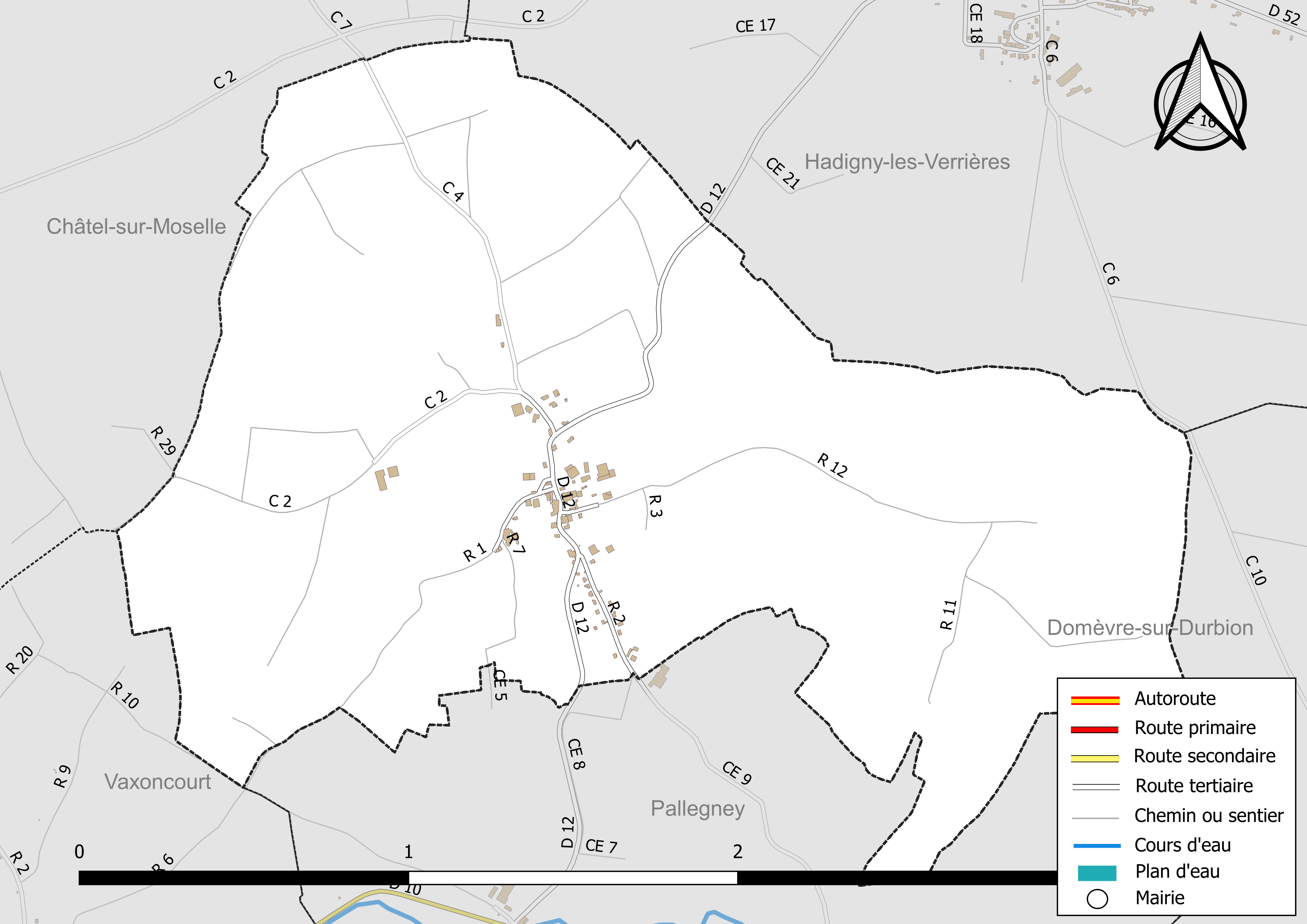
Réseaux hydrographique et routier de Zincourt.

### Climat
Pour des articles plus généraux, voir Climat du Grand Est et Climat des Vosges.
En 2010, le climat de la commune est de type climat des marges montargnardes, selon une étude du Centre national de la recherche scientifique s'appuyant sur une série de données couvrant la période 1971-2000. En 2020, Météo-France publie une typologie des climats de la France métropolitaine dans laquelle la commune est exposée à un climat semi-continental et est dans la région climatique  Lorraine, plateau de Langres, Morvan, caractérisée par un hiver rude (1,5 °C), des vents modérés et des brouillards fréquents en automne et hiver. 
Pour la période 1971-2000, la température annuelle moyenne est de 9,4 °C, avec une amplitude thermique annuelle de 17 °C. Le cumul annuel moyen de précipitations est de 933 mm, avec 12,8 jours de précipitations en janvier et 10 jours en juillet. Pour la période 1991-2020, la température moyenne annuelle observée sur la station météorologique de Météo-France la plus proche, « Épinal », sur la commune de Dogneville à 10 km à vol d'oiseau, est de 10,3 °C et le cumul annuel moyen de précipitations est de 907,0 mm. 
La température maximale relevée sur cette station est de 39,3 °C, atteinte le 25 juillet 2019 ; la température minimale est de −18,9 °C, atteinte le 12 janvier 1987,,. 
Les paramètres climatiques de la commune ont été estimés pour le milieu du siècle (2041-2070) selon différents scénarios d'émission de gaz à effet de serre à partir des nouvelles projections climatiques de référence DRIAS-2020. Ils sont consultables sur un site dédié publié par Météo-France en novembre 2022.

## Urbanisme

### Typologie
Au 1er janvier 2024, Zincourt est catégorisée commune rurale à habitat très dispersé, selon la nouvelle grille communale de densité à sept niveaux définie par l'Insee en 2022.
Elle est située hors unité urbaine. Par ailleurs la commune fait partie de l'aire d'attraction d'Épinal, dont elle est une commune de la couronne,. Cette aire, qui regroupe 118 communes, est catégorisée dans les aires de 50 000 à moins de 200 000 habitants,.

### Occupation des sols
L'occupation des sols de la commune, telle qu'elle ressort de la base de données européenne d’occupation biophysique des sols Corine Land Cover (CLC), est marquée par l'importance des territoires agricoles (68,8 % en 2018), une proportion identique à celle de 1990 (68,8 %). La répartition détaillée en 2018 est la suivante : 
prairies (43,5 %), forêts (31,2 %), terres arables (25,3 %). L'évolution de l’occupation des sols de la commune et de ses infrastructures peut être observée sur les différentes représentations cartographiques du territoire : la carte de Cassini (XVIIIe siècle), la carte d'état-major (1820-1866) et les cartes ou photos aériennes de l'IGN pour la période actuelle (1950 à aujourd'hui).

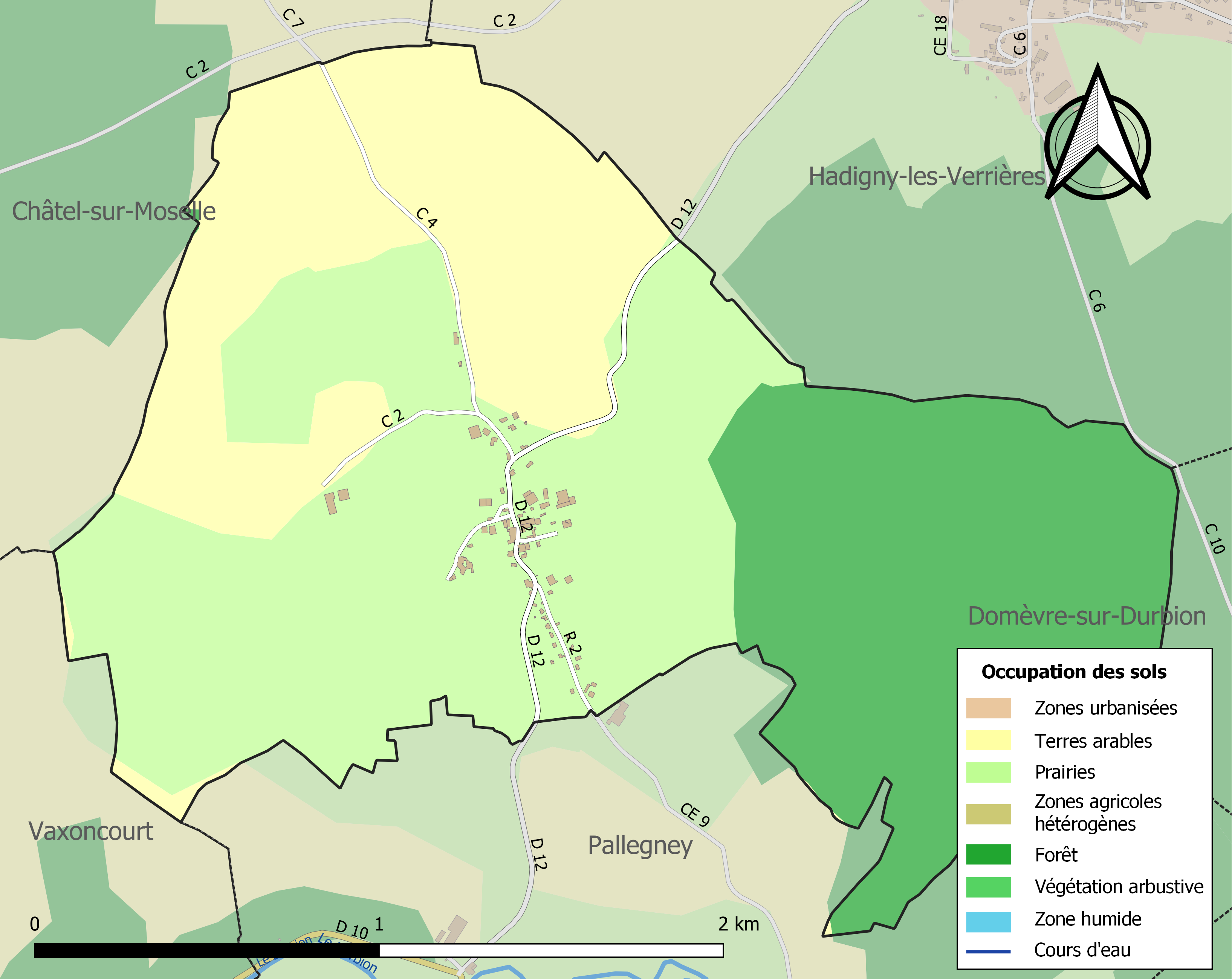
Carte des infrastructures et de l'occupation des sols de la commune en 2018 (CLC).
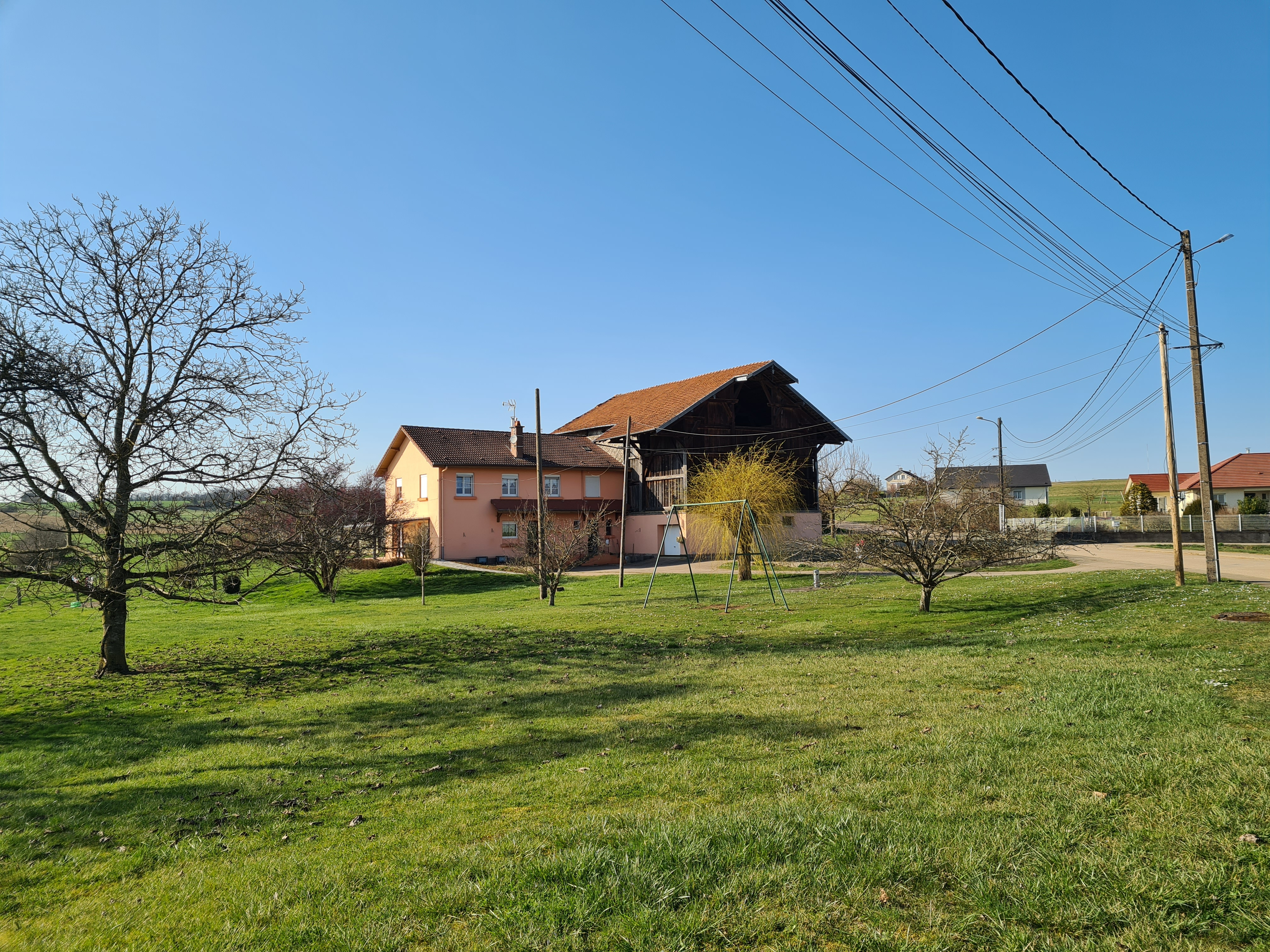
Paysage rural.

## Toponymie
Le nom de la localité est attesté sous les formes Allodium de Isencourt (1157) ; Versus Usincour (1172) ; Uzincurt (1187) ; Zincourt (1203) ; Ysincourt (1396) ; Yssincourt (1396) ; Euzincourt (1422) ; Zincourt (1422) ; Zaincour (1656) ; Zaincourt, Xaincuria (1768) ; Jincourt (an X).

## Histoire
L'occupation du lieu est très ancienne : on y a découvert des racloirs et des bifaces en quartzite datant du Paléolithique inférieur
À l'époque romaine, la voie Langres-Strasbourg traversait le village en direction du Donon.
Le nom de Zincourt, sous sa forme actuelle, est attesté en 1203. Zincourt appartenait au bailliage d'Épinal. 
Au XVIIIe siècle, la seigneurie foncière de Zincourt était au duc pour un tiers, à la maison de Froville ou à ses héritiers pour les deux autres tiers. Les jésuites d'Épinal avaient quelques droits seigneuriaux.

## Lieux et monuments
L'église Saint-Félix abrite plusieurs objets protgés au titre de la loi du 31-12-1913 sur les monuments historiques.

La Vierge de Piété, une statue en bois du XVIe siècle placée dans la nef, a été classée en 1966.

Classée en 1928, une armoire eucharistique, également du XVIe siècle, se trouve dans le chevet, contre le mur sud.
Elle est munie d'une porte ajourée en tôle sur chassis de fer et d'un oculus circulaire qui la fait communiquer avec l'extérieur.

Deux pièces d'orfèvrerie font l'objet d'une inscription depuis 1981 : un calice orné d'une croix, offert par Napoléon III, et une patène comportant le monogramme IHS ainsi qu'un médaillon avec une ancre.
L'église elle-même date de 1736.

L'église Saint-Félix.
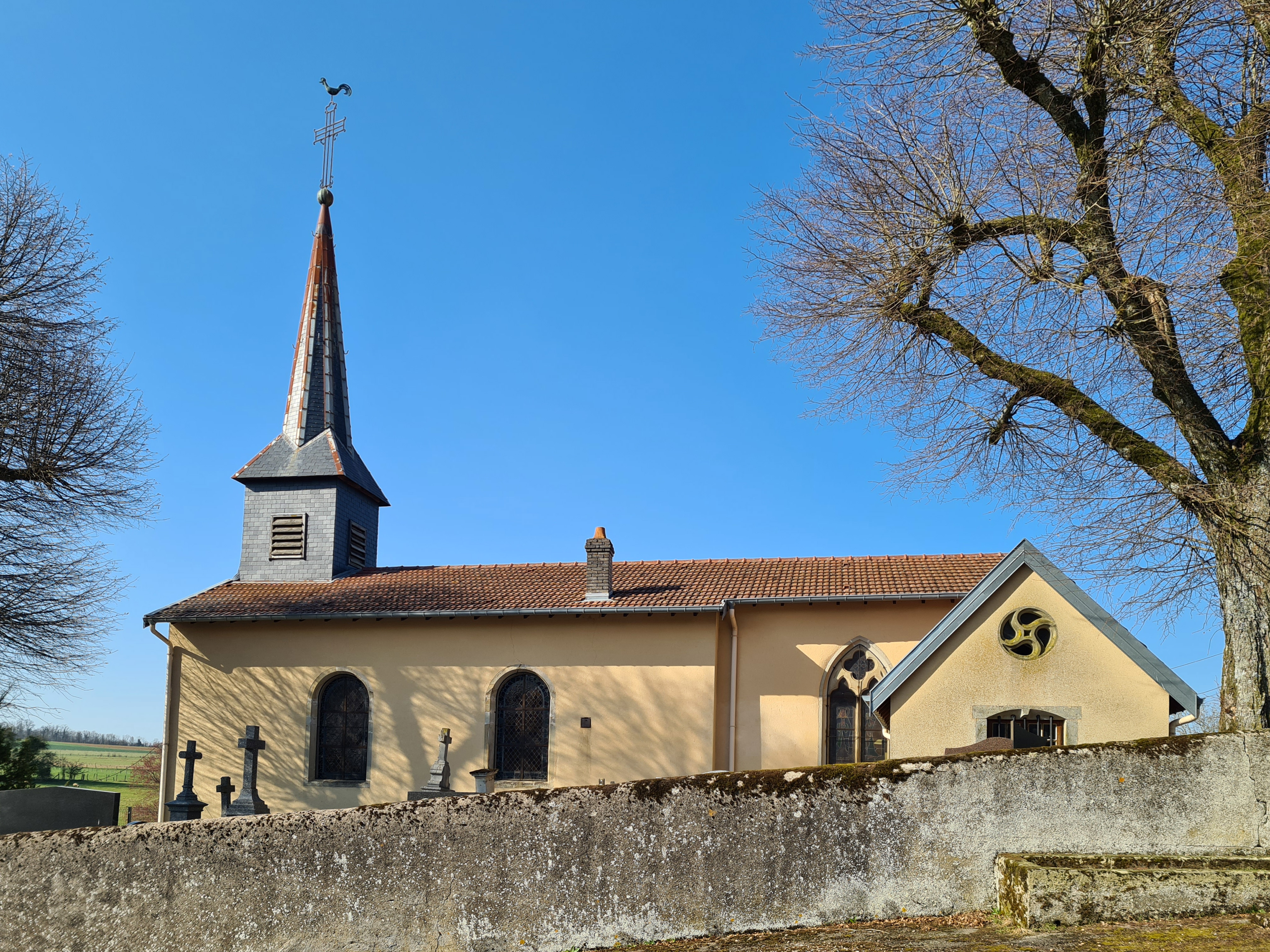
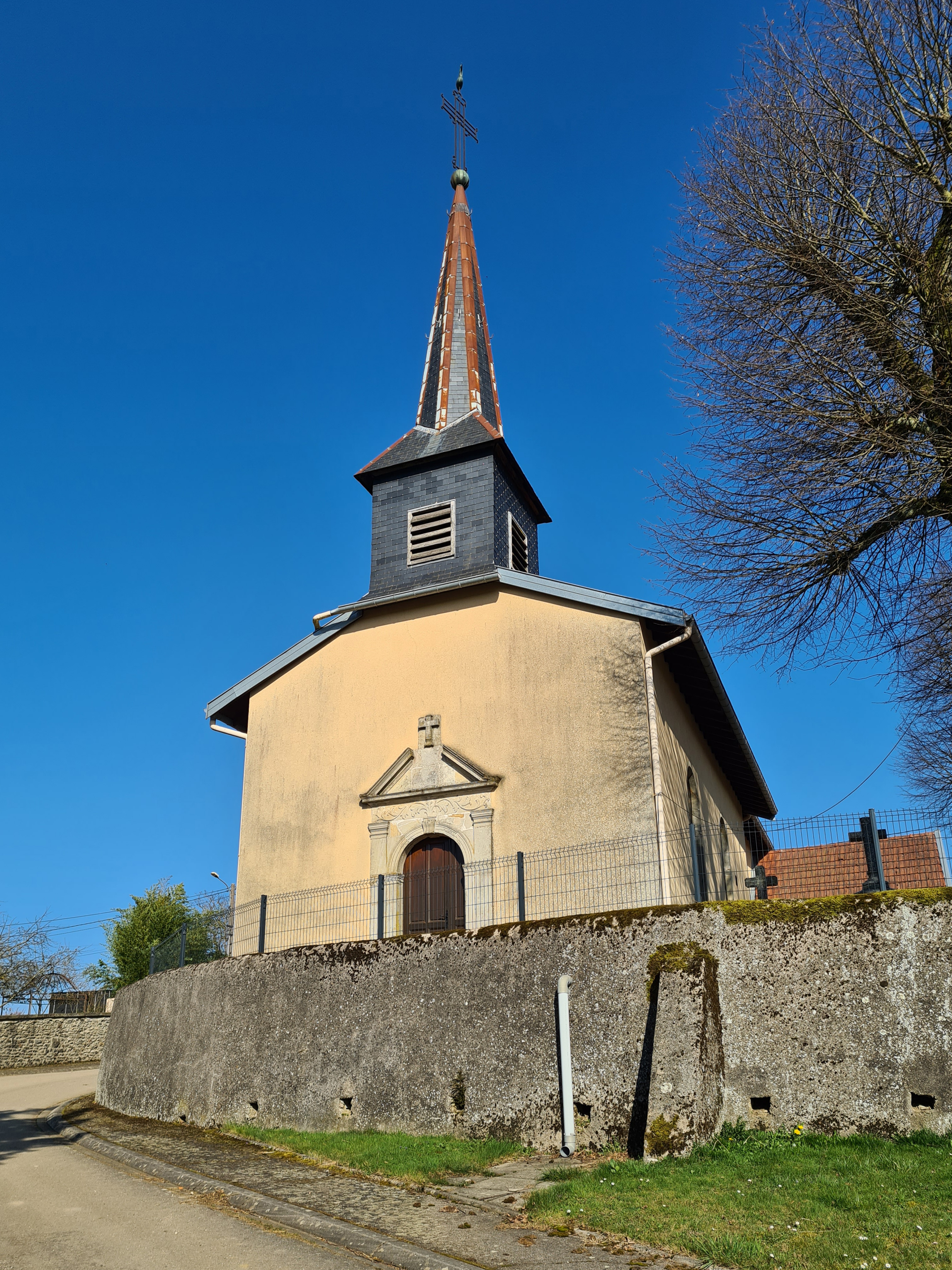

Autres curiosités :

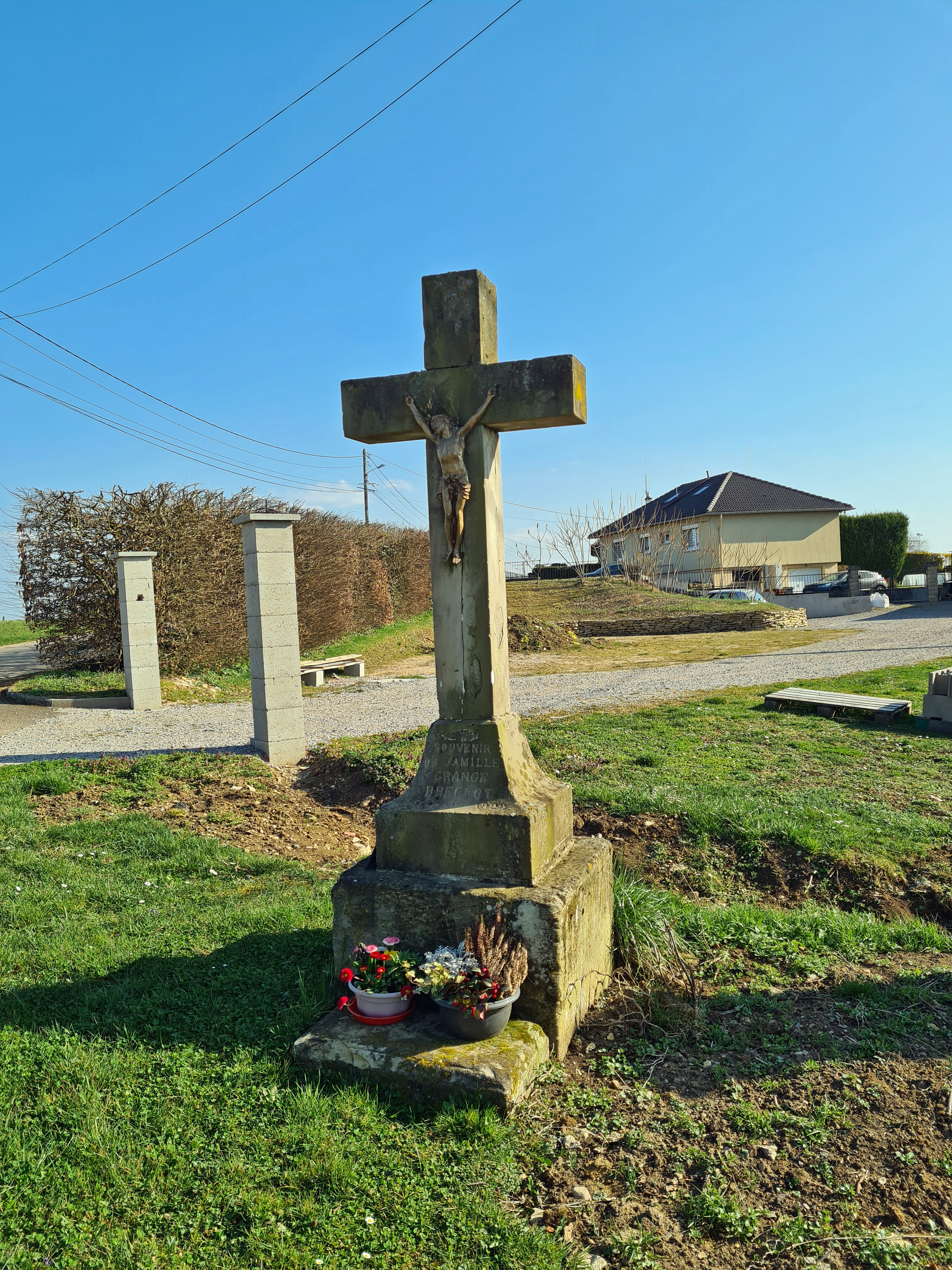
Croix de chemin de 1922.
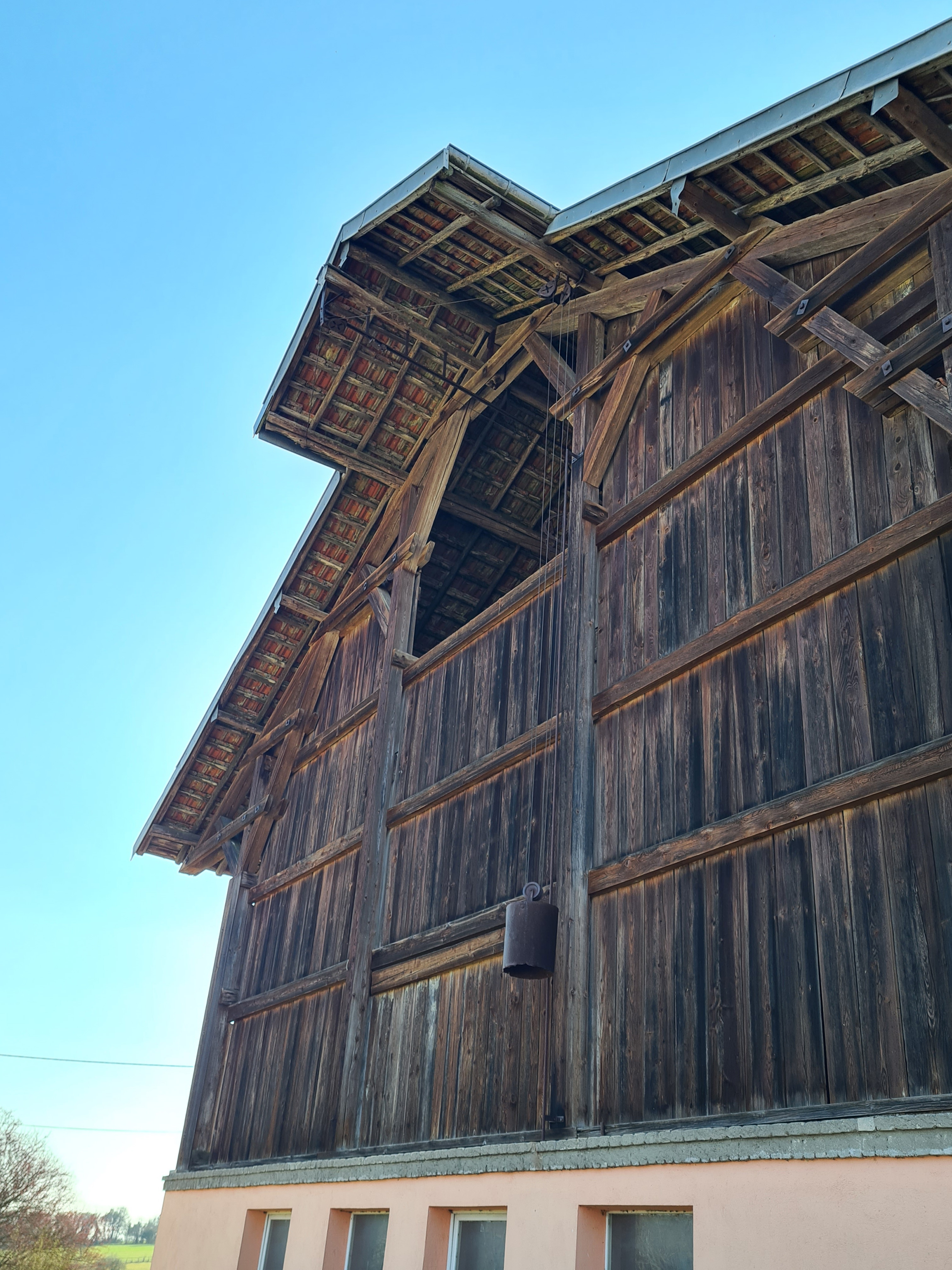
Ancien grenier.
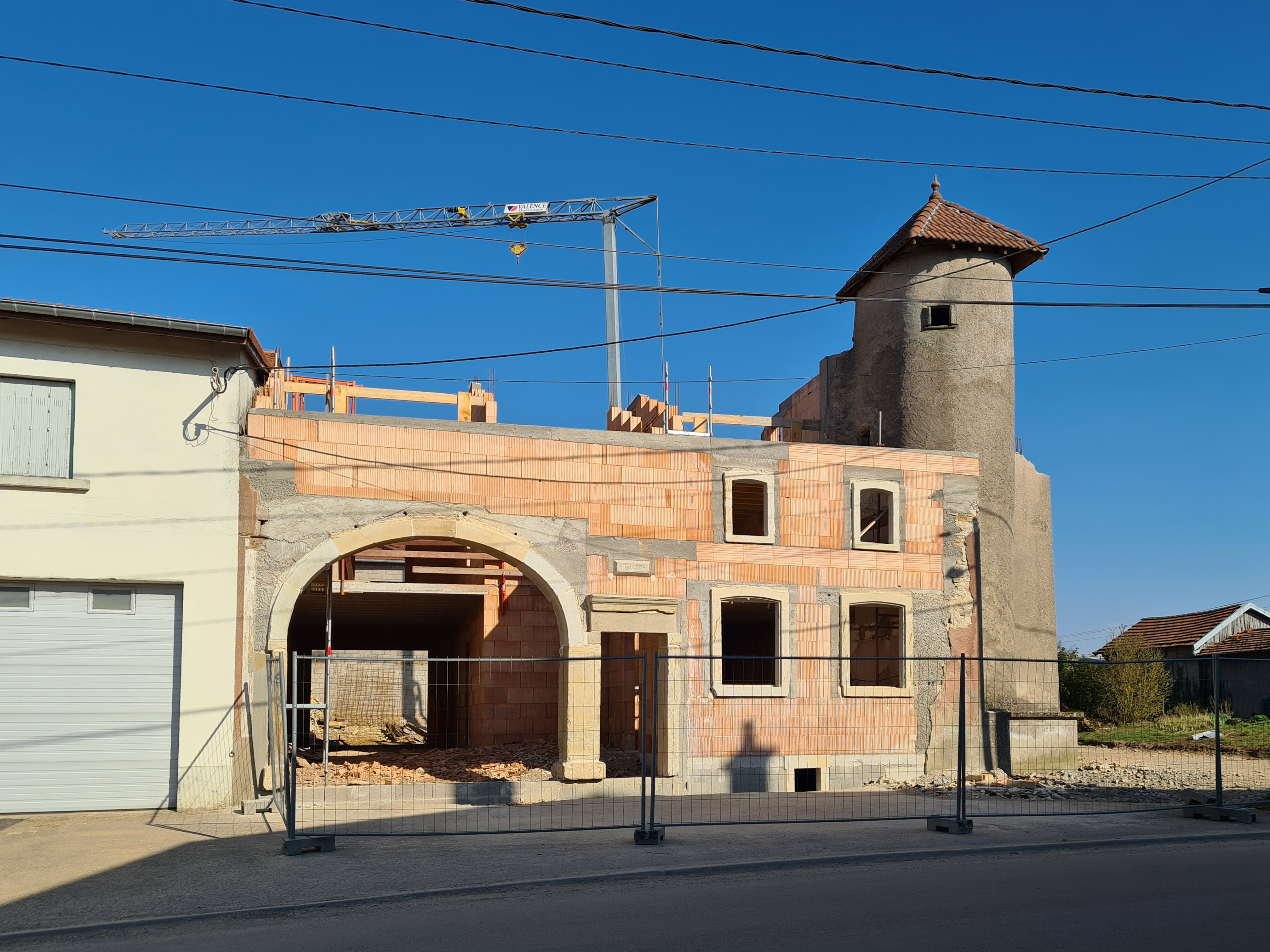
Maison en cours de restauration.

## Politique et administration

### Budget et fiscalité 2022

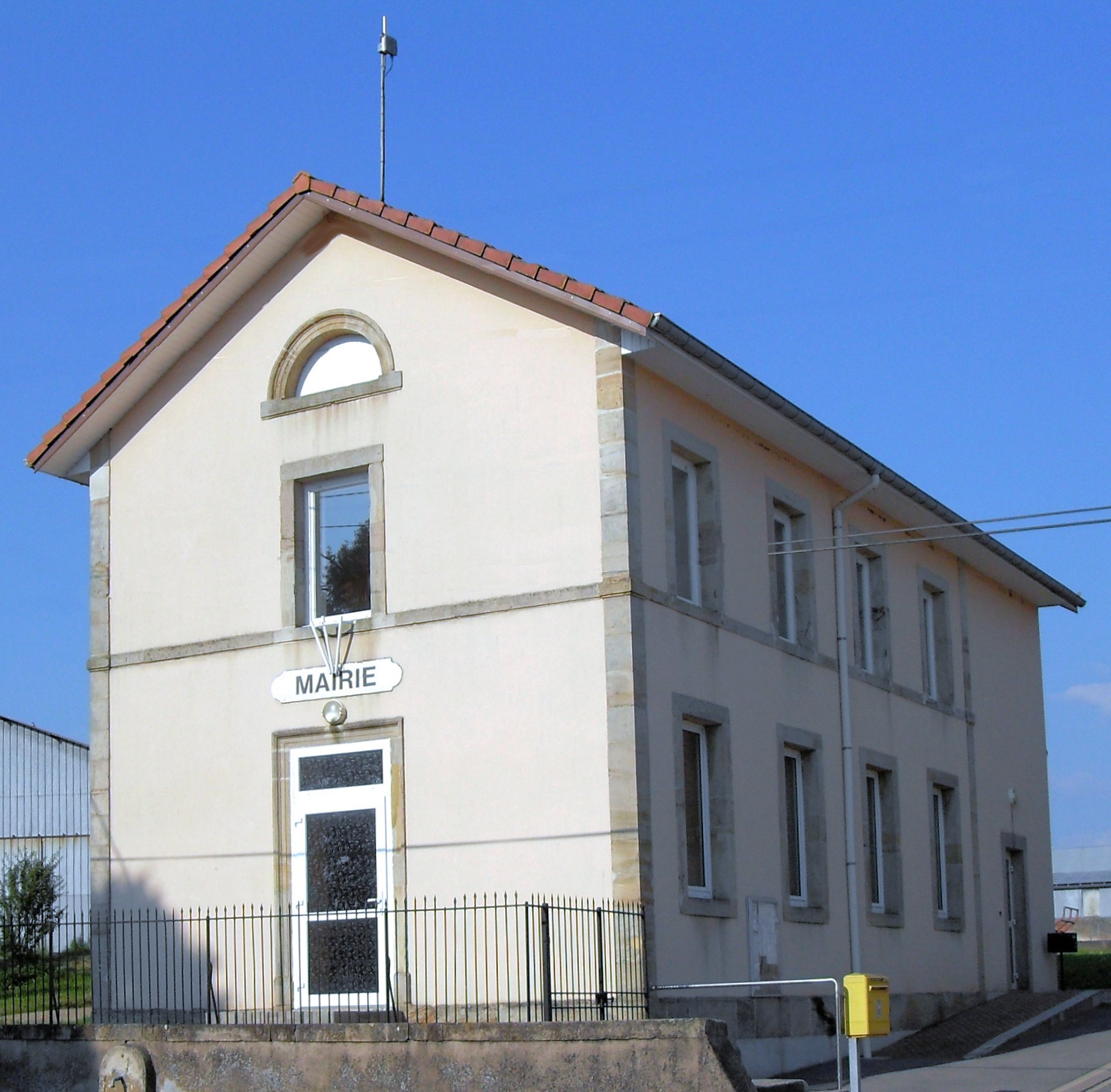
La mairie.

En 2022, le budget de la commune était constitué ainsi :
- total des produits de fonctionnement : 96 000 €, soit 1 183 € par habitant ;
- total des charges de fonctionnement : 45 000 €, soit 560 € par habitant ;
- total des ressources d'investissement : 1 000 €, soit 12 € par habitant ;
- total des emplois d'investissement : 0 €, soit 0 € par habitant ;
- endettement : 0 €, soit 0 € par habitant.

Avec les taux de fiscalité suivants :
- taxe d'habitation : 3,68 % ;
- taxe foncière sur les propriétés bâties : 37,01 % ;
- taxe foncière sur les propriétés non bâties : 6,78 % ;
- taxe additionnelle à la taxe foncière sur les propriétés non bâties : 0,00 % ;
- cotisation foncière des entreprises : 0,00 %.

Chiffres clés Revenus et pauvreté des ménages en 2021 : médiane en 2021 du revenu disponible, par unité de consommation.

## Économie

### Entreprises et commerces

#### Agriculture
- Culture et élevage associés.
- Élevage de vaches laitières.
- Élevage d'autres bovins et de buffles.
- Élevage d'ovins et de caprins.
- Sylviculture et autres activités forestières.

#### Tourisme
- Hébergements et restauration à Épinal, Vincey, Rugney, Rambervillers, Sanchey.

#### Commerces
- Commerces et services de proximité.

### Liste des maires
| Période                                  | Période   | Identité                      | Étiquette | Qualité     |
| ---------------------------------------- | --------- | ----------------------------- | --------- | ----------- |
| Les données manquantes sont à compléter. |           |                               |           |             |
| 1664                                     | 1669      | Claudon Collardel (1610-1695) |           |             |
| 1965                                     | juin 1995 | André Crouvisier (1926-2015)  |           | Agriculteur |
| mars 2001                                | mai 2020  | Michel Ferry                  |           |             |
| mai 2020                                 | En cours  | Gilles Crouvisier             |           |             |

### Tendances politiques et résultats
Le résultat de l'élection présidentielle de 2012 dans cette commune est le suivant :
| Candidat       | Candidat                    | Premier tour | Premier tour | Second tour | Second tour |
| Candidat       | Candidat                    | Voix         | %            | Voix        | %           |
| -------------- | --------------------------- | ------------ | ------------ | ----------- | ----------- |
|                | Eva Joly (EÉLV)             | 1            | 1,39         |             |             |
|                | Marine Le Pen (FN)          | 15           | 20,83        |             |             |
|                | Nicolas Sarkozy (UMP)       | 26           | 36,11        | 46          | 65,71       |
|                | Jean-Luc Mélenchon (FG)     | 6            | 8,33         |             |             |
|                | Philippe Poutou (NPA)       | 0            | 0,00         |             |             |
|                | Nathalie Arthaud (LO)       | 1            | 1,39         |             |             |
|                | Jacques Cheminade (SP)      | 1            | 1,39         |             |             |
|                | François Bayrou (MoDem)     | 8            | 11,11        |             |             |
|                | Nicolas Dupont-Aignan (DLR) | 3            | 4,17         |             |             |
|                | François Hollande (PS)      | 11           | 15,28        | 24          | 34,29       |
|                |                             |              |              |             |             |
| Inscrits       | Inscrits                    | 83           | 100,00       | 83          | 100,00      |
| Abstentions    | Abstentions                 | 9            | 10,84        | 8           | 9,64        |
| Votants        | Votants                     | 74           | 89,16        | 75          | 90,36       |
| Blancs et nuls | Blancs et nuls              | 2            | 2,70         | 5           | 6,67        |
| Exprimés       | Exprimés                    | 72           | 97,30        | 70          | 93,33       |

Le résultat de l'élection présidentielle de 2017 dans cette commune est le suivant :
| Candidat    | Candidat                    | Premier tour | Premier tour | Deuxième tour | Deuxième tour |  |
| Candidat    | Candidat                    | %            | Voix         | %             | Voix          |  |
| ----------- | --------------------------- | ------------ | ------------ | ------------- | ------------- |  |
|             | Nicolas Dupont-Aignan (DLF) | 12,86        | 9            |               |               |  |
|             | Marine Le Pen (FN)          | 14,29        | 10           | 30,77         | 20            |  |
|             | Emmanuel Macron (EM)        | 22,86        | 16           | 69,23         | 45            |  |
|             | Benoît Hamon (PS)           | 7,14         | 5            |               |               |  |
|             | Nathalie Arthaud (LO)       | 0,00         | 0            |               |               |  |
|             | Philippe Poutou (NPA)       | 1,43         | 1            |               |               |  |
|             | Jacques Cheminade (SP)      | 0,00         | 0            |               |               |  |
|             | Jean Lassalle (RES)         | 2,86         | 2            |               |               |  |
|             | Jean-Luc Mélenchon (LFI)    | 14,29        | 10           |               |               |  |
|             | François Asselineau (UPR)   | 0,00         | 0            |               |               |  |
|             | François Fillon (LR)        | 24,29        | 17           |               |               |  |
|             |                             |              |              |               |               |  |
| Inscrits    | Inscrits                    | 84           | 100,00       | 84            | 100,00        |  |
| Abstentions | Abstentions                 | 14           | 16,67        | 14            | 16,67         |  |
| Votants     | Votants                     | 70           | 83,33        | 70            | 83,33         |  |
| Blancs      | Blancs                      | 0            | 0,00         | 3             | 3,57          |  |
| Nuls        | Nuls                        | 0            | 0,00         | 2             | 2,38          |  |
| Exprimés    | Exprimés                    | 70           | 83,33        | 65            | 77,38         |  |

## Population et société

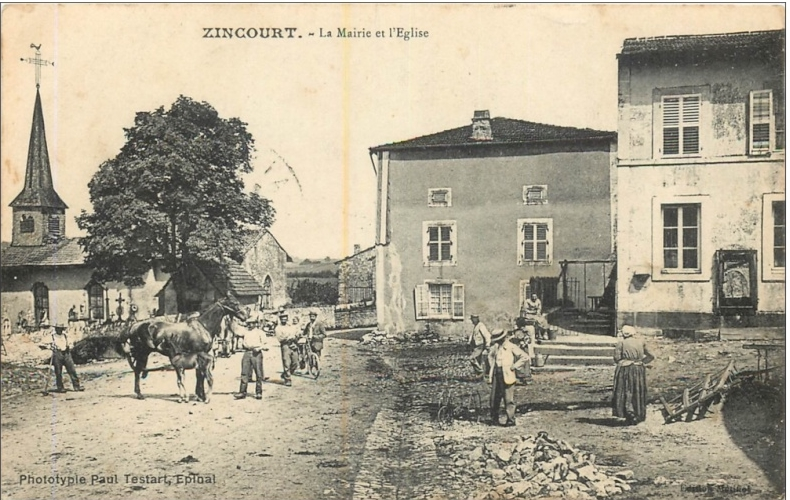
Carte postale du village vers 1910.

### Démographie

#### Évolution démographique
L'évolution du nombre d'habitants est connue à travers les recensements de la population effectués dans la commune depuis 1793. Pour les communes de moins de 10 000 habitants, une enquête de recensement portant sur toute la population est réalisée tous les cinq ans, les populations de référence des années intermédiaires étant quant à elles estimées par interpolation ou extrapolation. Pour la commune, le premier recensement exhaustif entrant dans le cadre du nouveau dispositif a été réalisé en 2007.

En 2022, la commune comptait 76 habitants, en évolution de −11,63 % par rapport à 2016 (Vosges : −2,96 %, France hors Mayotte : +2,11 %).
| 1793 | 1800 | 1806 | 1821 | 1831 | 1836 | 1841 | 1846 | 1856 |
| ---- | ---- | ---- | ---- | ---- | ---- | ---- | ---- | ---- |
| 147  | 125  | 134  | 157  | 144  | 159  | 172  | 171  | 171  |

| 1861 | 1866 | 1876 | 1881 | 1886 | 1891 | 1896 | 1901 | 1906 |
| ---- | ---- | ---- | ---- | ---- | ---- | ---- | ---- | ---- |
| 167  | 171  | 161  | 135  | 125  | 117  | 116  | 108  | 93   |

| 1911 | 1921 | 1926 | 1931 | 1936 | 1946 | 1954 | 1962 | 1968 |
| ---- | ---- | ---- | ---- | ---- | ---- | ---- | ---- | ---- |
| 106  | 97   | 103  | 98   | 98   | 87   | 88   | 78   | 76   |

| 1975 | 1982 | 1990 | 1999 | 2006 | 2007 | 2012 | 2017 | 2022 |
| ---- | ---- | ---- | ---- | ---- | ---- | ---- | ---- | ---- |
| 71   | 92   | 90   | 77   | 82   | 83   | 88   | 83   | 76   |

### Enseignement
Établissements d'enseignements : 
- Écoles maternelles et primaires à Hadigny-les-Verrières, Vaxoncourt, Châtel-sur-Moselle, Nomexy, Igney.
- Collèges à Châtel-sur-Moselle, Thaon-les-Vosges, Charmes, Épinal, Golbey.
- Lycées à Thaon-les-Vosges, Épinal, Roville-aux-Chênes.

### Santé
Professionnels et établissements de santé :
- Médecins à Châtel-sur-Moselle, Nomexy, Girmont, Thaon-les-Vosges, Chavelot, Vincey.
- Pharmacies à Châtel-sur-Moselle, Nomexy, Thaon-les-Vosges, Vincey, Portieux, Dogneville, Golbey.
- Hôpitaux à Châtel-sur-Moselle, Thaon-les-Vosges, Golbey.

### Cultes
- Culte catholique, Paroisse Saint-Laurent-des-Trois-Rivières[32], Diocèse de Saint-Dié.

## Personnalités liées à la commune
- Jacques Fitamant (militaire)

## Pour approfondir